# Jigten Gönpo

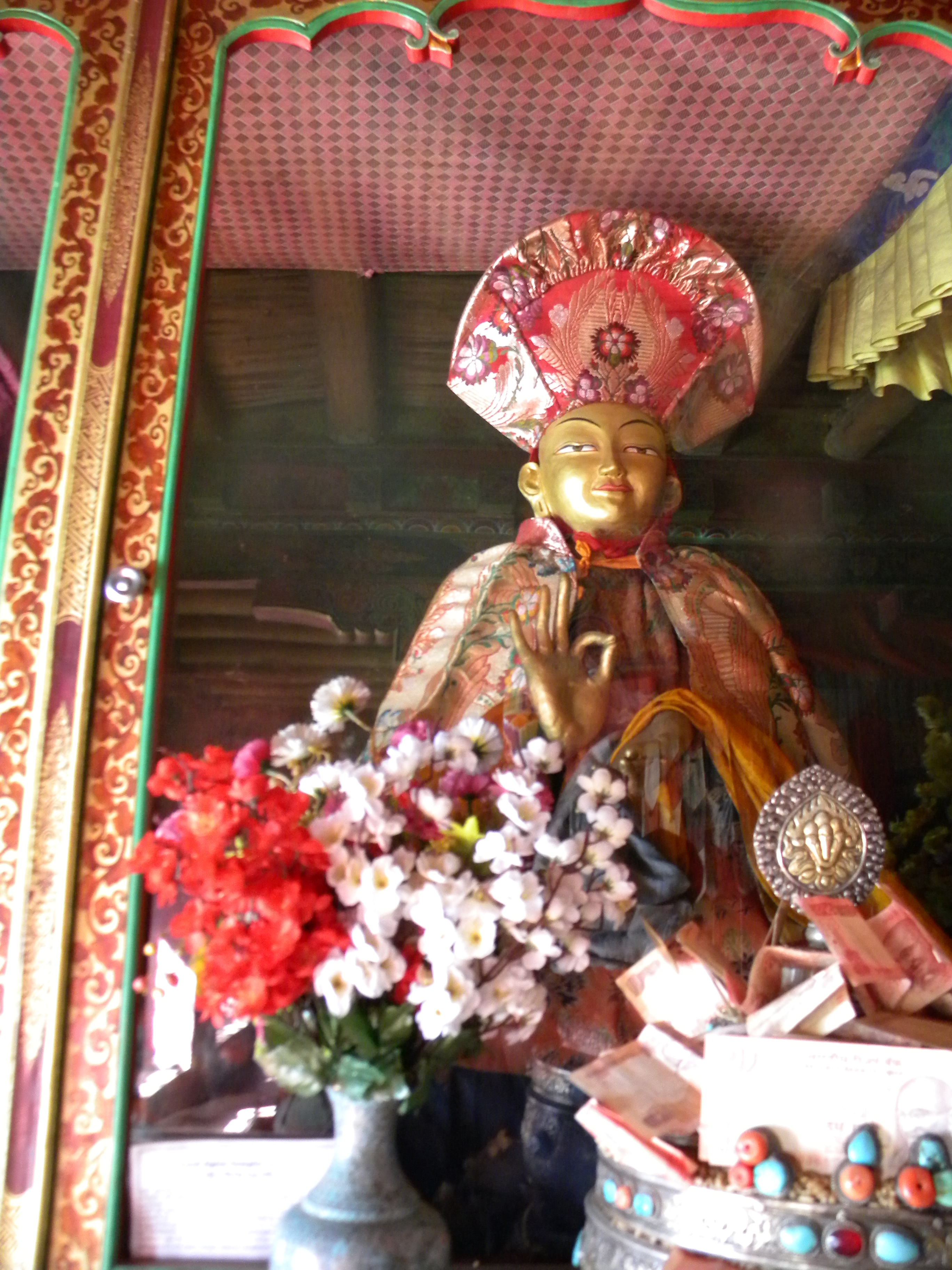
Jigten Sumgön

Drigung Jigten Gönpo (tib.  'bri gung 'jig rten mgon po; geb. 1143; gest. 1217) oder Jigten Gönpo Rinchen Pal (tib.:  'jig rten mgon po rin chen dpal) bzw. Drigungpa Rinchen Pel ( 'bri gung pa rin chen dpal) ist der Gründer der Drigung-Kagyü (tib.: 'bri gung bka' brgyud) -Schule, die mit der Gründung des Klosters Drigung Thil im Jahre 1179 in Tibet ins Leben gerufen wurde. Er war ein Schüler des Phagmo Drupa.